# 興漢道

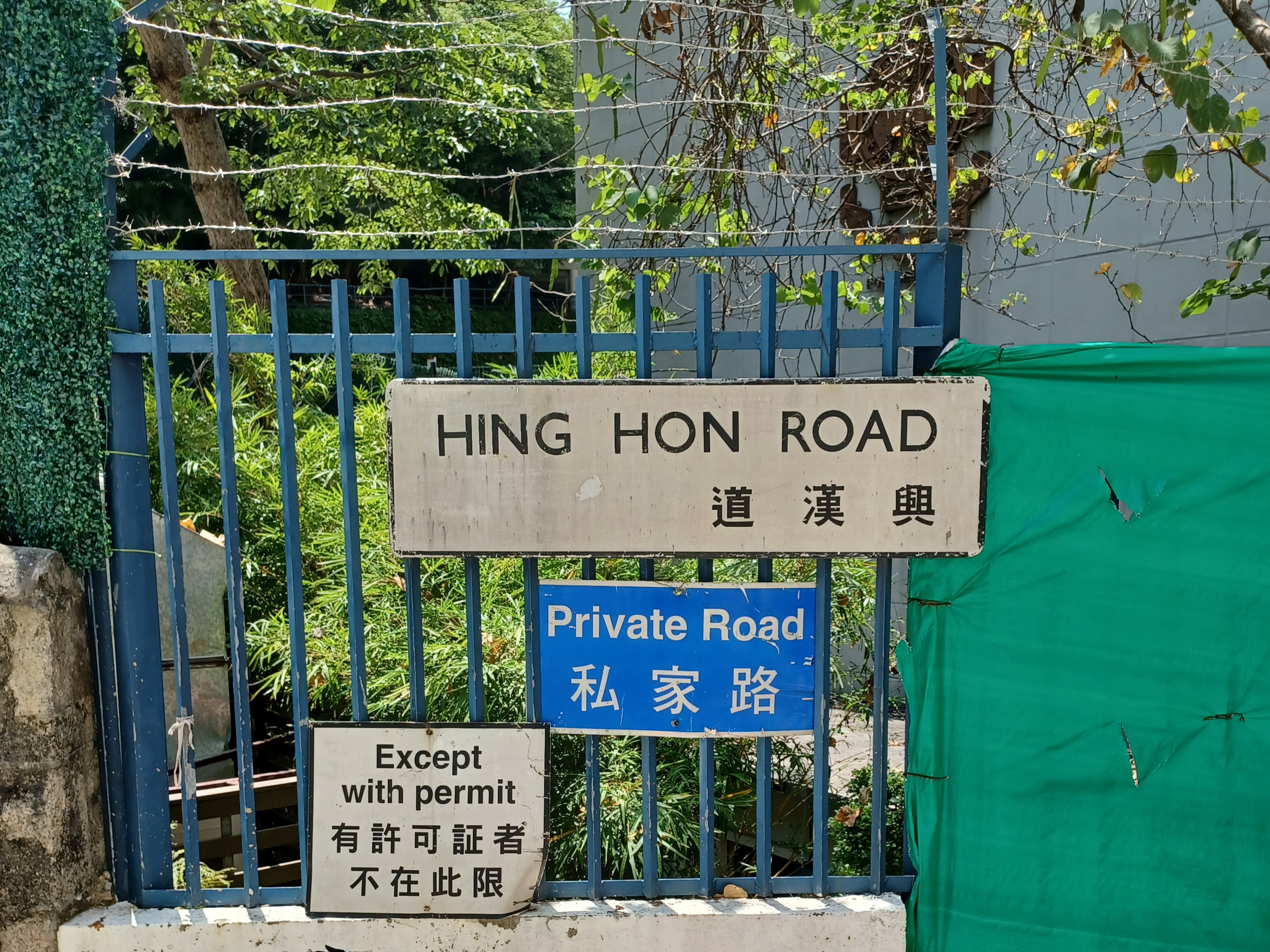
興漢道鋁質搪瓷長型街牌

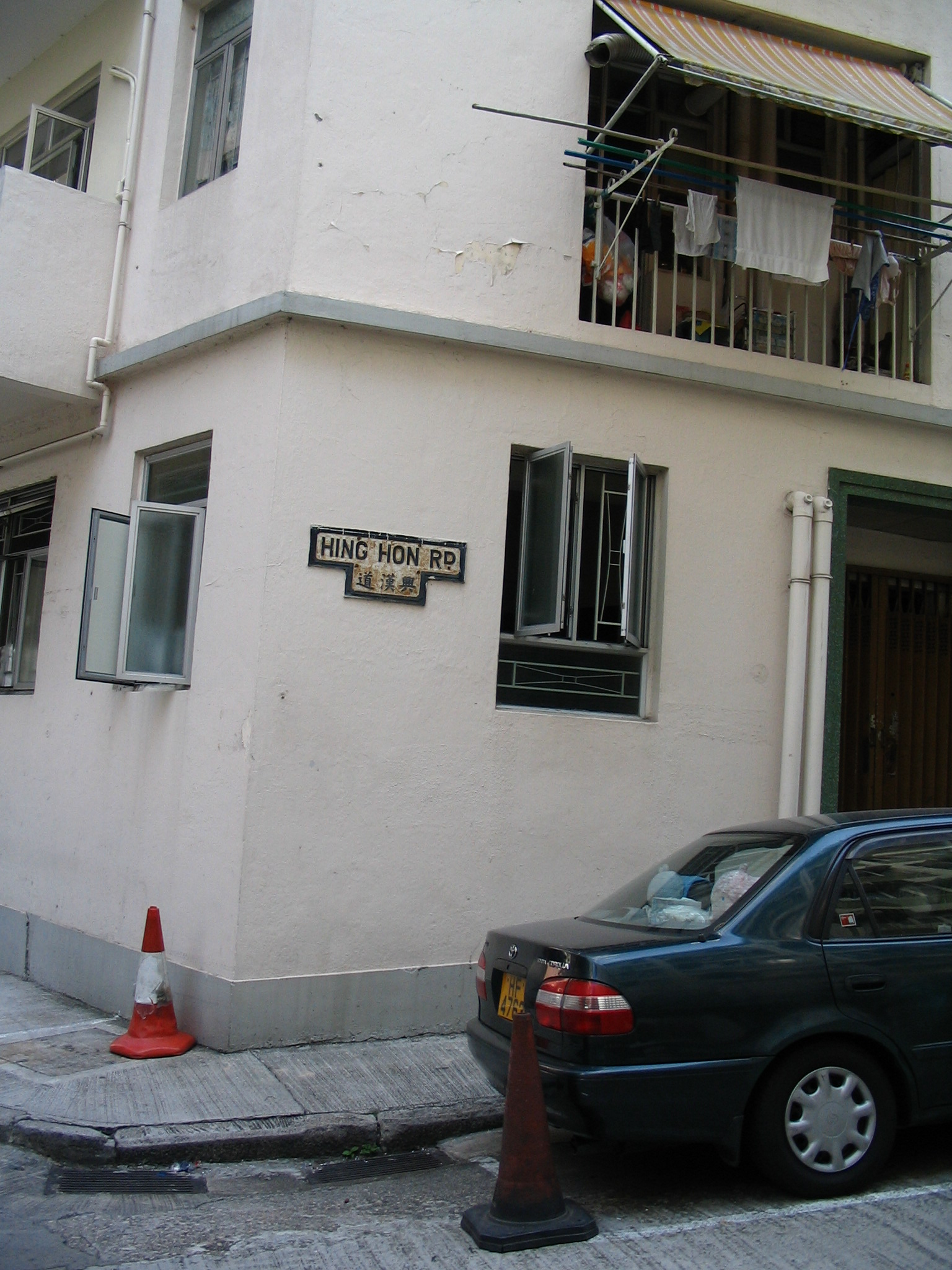
興漢道轉彎處

興漢道（英語：Hing Hon Road）是香港島西營盤的一條街道，是一條私家路，在香港大學東閘對面分支自般咸道。

## 概述
興漢道是一條掘頭路，入口位於般咸道香港大學東閘對面，聖保羅書院黃鳴謙堂外的閘口，由該處開始下山直至門牌27號側屋（即興漢道管理處）對開轉向東面。興漢道的盡頭位於門牌18號外，即英皇書院操場後門。興漢道上劃定了多個泊車位.
興漢道管理處側設有樓梯，通往薄扶林道近水街對面。該樓梯曾於2005年11月2日至12月末由民政事務總署工程組進行重鋪石階工程，頂部裝設典雅設計鐵閘，每日早上6時至晚上12時向居民及行人開放，為途人提供來往般咸道與香港大學及西營盤和石塘咀之間的捷徑。
目前興漢道之地鋪均為影印店鋪，當中通往薄扶林道之樓梯上開設了兩間影印店鋪，每日上放學及午飯時間會有大批聖保羅書院與香港大學的學生惠顧。其中「陸合印務公司」早年曾稱為「陸合士多」，聖保羅書院之學生習慣到該士多購買西瓜波（紅白相間的塑膠足球），而踢西瓜波亦因此成為該校之傳統之一；另一影印鋪「藝美書店」因被納入重建範圍內而於2010年1月25日他遷。早期亦曾有一名為「學生便利店」之影印商號，唯已遭「藝美書店」收購，其原址亦被納入重建範圍。
根據歷史紀錄，興漢道所處的內地段757號於1862年1月7日由一名叫Choy Akün的華人購得，但購地後之發展則沒有紀錄。在20世紀初，興漢道地段主要為中上流社會之華人所居住，如周永泰家族。

### 戰前唐樓
興漢道上曾有數座戰前唐樓，當中門牌號碼2號及19號分別於1916年及1917年落成，後者更曾於2009年獲擬議評為三級歷史建築，屬裝飾藝術派設計，拱門、窗花、柱等皆具西方古典建築風格。
然而，19號屋在2009年拆卸，重建為現在的「高士台」（見「重建發展」段落）。

### 興漢道仍保留的大廈
現時興漢道仍有三座2000年前落成的大廈，分別是以興漢道命名的興漢大廈，學林雅軒及一座唐樓。

## 重建發展
發展商滿年置業近年以興漢道為其收購目標。該公司2005年開始收購興漢道北側（通往薄扶林道樓梯及英皇書院之間）一列唐樓，於2009年全數收購完成。此收購範圍包括了上段所述的戰前唐樓門牌19號，而其隔鄰的20號已於早年清拆後丟空地皮。地盤大部分範圍已於2009年12月起開始清拆，唯門牌27號因有業主不接受賠償方案而暫未有清拆行動開始。
在該列唐樓將近完成收購之時，正值古物諮詢委員會討論是否將門牌19號樓宇評為三級歷史建築。發展商為使該樓宇避過歷史建築評級，避免拖慢重建進度，將19號樓宇的古典門窗私下拆走，使該唐樓建築價值減低，該樓宇的拆卸圖則在發展商同意「寓保育於發展」的方案後獲批，該樓宇最終亦因此不獲委員會評級，其後順利拆卸之。
該地皮後由嘉里建設購入，並在2013年建成兩座31層住宅及會所，命名為「高士台」。
另一方面，滿年又在2012年集齊興漢道5-6號的六層高唐樓之86.1111%業權，並欲援引《土地（為重新發展而強制售賣）條例》強制拍賣之。最終該樓宇在高士台落成之際，亦於2013年末拆卸。該樓宇本有一塊凹角T型舊式街名牌，在拆卸期間消失。在2019年建成的 Resiglow Bonham （页面存档备份，存于）就是在高士台對面.

## 管理
興漢道屬私家路，由街上興漢大廈、興業大廈、學林雅軒及美興樓等樓宇業主共同擁有，人數約有600-700戶。

## 鄰近
- 香港大學美術博物館
- 英皇書院
- 聖保羅書院
- 明愛凌月仙幼稚園
- 薄扶林道
- 高街
- 李陞小學
- 高士台